# Egberto II di Meißen
Egberto II di Meißen (1060 circa – fiume Selke, 3 luglio 1090) è stato conte di Brunswick e margravio di Meißen.

## Biografia
Egli era il figlio maggiore di Egberto I, discendente della famiglia dei Brunonidi e di Immilla di Torino. Alla prematura morte del padre, l'11 gennaio 1068, gli succedette ancora minorenne nei titoli di Brunswick e Meißen.
Nel 1073, i sassoni, guidati dal duca Magnus di Sassonia e da Ottone di Northeim, si ribellarono a Enrico IV. L'insurrezione venne interrotta dal duca Vratislao II di Boemia nella prima battaglia di Langensalza il 9 giugno 1075. Se Egberto aveva partecipato alla ribellione sassone le sue memorie al riguardo rimangono frammentarie, ed anche se egli non si dimostrò mai apertamente un oppositore di Enrico IV, venne privato dei propri domini a Meißen, che vennero concessi a Vratislao. Ad ogni modo, Egberto cacciò Vratislao da Meißen l'anno successivo e venne condannato. La contea di Frisia e tutti i suoi possessi dell'area vennero invece confiscati dal vescovo di Utrecht.
Egberto originariamente supportava l'anti-re Rodolfo di Rheinfeld, ma data l'opposizione di altri nobili sassoni che gli negarono il loro supporto, rimase neutrale.
Alla morte di Ottone di Nordheim nel 1083, Egberto era il più importante, ma anche il più inconsistente, degli oppositori sassoni di Enrico IV. Nel 1085, i due si riconciliarono (anche se per breve tempo) ed Egberto accolse Enrico in Sassonia nel luglio di quello stesso anno. Nel settembre il conflitto venne ripreso, ma nel 1087, Egberto ed Enrico si riappacificarono nuovamente.
Alcune fonti riportano che dopo la morte dell'anti-re Ermanno di Salm, i vescovi Hartwig di Magdeburgo e Burcardo II di Halberstadt persuasero Egberto a rivolgersi contro il re per aspirare a quel trono. Ad ogni modo, Egberto presto ruppe questi rapporti di alleanza, probabilmente per il fatto di non poter mantenere le promesse fatte. La sottomissione del vescovo Hartwig al re, isolò completamente Egberto da ogni sostegno.
Nel 1088, Egberto venne assediato nel suo castello di Gleichen per quattro mesi da Enrico, ma la sera di Natale tentò di fuggire, nel corso della confusione della battaglia, con un drappello di uomini. Egli venne dichiarato fuorilegge e privato di Meißen e dei suoi possedimenti in Frisia dalla corte dei principi di Quedlinburg, e successivamente nuovamente a Ratisbona, nello stesso anno. Isolato e sconfitto, Egberto morì ucciso in un mulino nel 1090 e venne sepolto nella cattedrale di Brunswick. Con lui, la linea maschile dei Brunonidi si estinse, ed i suoi possedimenti rimanenti passarono alla sorella Gertrude ed al di lei marito Enrico il Grasso, figlio di Ottone di Northeim, rendendolo l'uomo più potente di Sassonia fino al suo assassinio. La loro figlia, Richenza, sposò Lotario II di Supplimburgo, duca e successivamente imperatore Romano.

## Famiglia e figli
Sposò Oda, figlia del conte Ottone I di Meißen-Orlamunde, del quale ereditò i possedimenti, incluso il castello di Wanderslebener Gleichen. I due non ebbero figli.